# Osiedle socjalne na Zagórzu

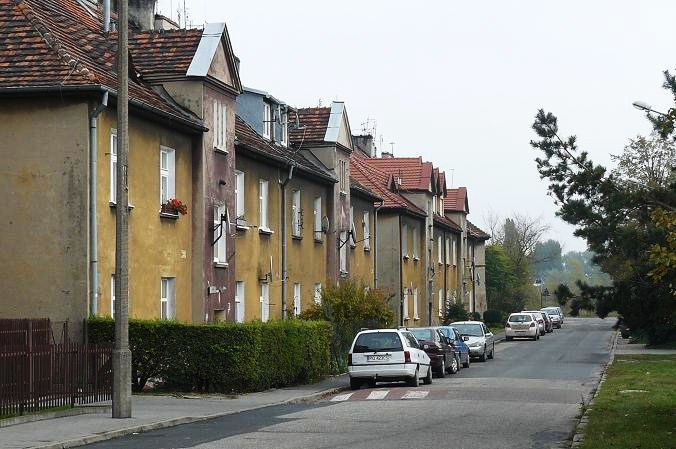
Osiedle socjalne na Zagórzu od strony zachodniej

Osiedle socjalne na Zagórzu – pierwsze w Poznaniu po I wojnie światowej osiedle socjalne (komunalne), zbudowane przy ul. Nowe Zagórze na Ostrowie Tumskim, w części Zagórze. Osiedle wchodzi w skład zabytków i atrakcji trasy turystycznej Traktu Królewsko-Cesarskiego.

## Historia
Zespół mieszkań socjalnych wybudowano w latach 1924–1925, według projektu Jerzego Tuszowskiego, przy istniejącym do lat 50. XX w. Forcie Radziwiłła. Architekt wzorował się na założeniach warszawskiego Żoliborza, a konkretnie inspirowały go idee głoszone przez założycieli Warszawskiej Spółdzielni Mieszkaniowej. Osiedle na Zagórzu zostało jednak oddane do użytku 2 lata wcześniej niż pierwsze bloki w Warszawie.

## Architektura
Początkowo planowano budynki parterowe, ale liczbę kondygnacji podniesiono do dwóch, tak aby liczba mieszkań była zwiększona. Domy wpisane są w łagodny łuk ulicy. Posiadają dachy mansardowe oraz ryzality akcentujące strefy wejściowe. Detal jest silnie ograniczony z uwagi na konieczność zmniejszania kosztów budowy. Na każdej kondygnacji były po 4 mieszkania, składające się z mieszkalnej kuchni i pokoju. Ubikacje zlokalizowano na klatkach schodowych. Do dziś osiedle zachowało się w prawie niezmienionej formie.